# Август Буркард
Август Буркард (нім. August Burkard; 25 жовтня 1894, Франкфурт-на-Майні — ?) — німецький льотчик-ас, лейтенант Імперської армії.

## Біографія
Учасник Першої світової війни. З 1 червня 1918 року літав у складі 29-ї винищувальної ескадрильї.
Всього за час бойових дій здобув 6 перемог, ще одна залишилась непідтвердженою.

## Нагороди
- Залізний хрест
  - 2-го класу
  - 1-го класу (27 червня 1918)